# Davide Perona
Davide Perona (né le 4 juin 1968 à Verzuolo dans le Piémont) est un coureur cycliste italien. 

## Biographie
Passé professionnel en 1991 il ne compte aucune victoire à ce niveau. Il participe à trois Tours de France de 1994 à 1996, avec pour meilleur résultat une cinquième place sur la treizième étape de l'édition 1995.

## Palmarès
- 1985
  - Coppa Valle Grana
- 1988
  - Grand Prix Industrie del Marmo
  - Gran Premio Artigiani Sediai e Mobilieri
- 1989
  - 2e de Turin-Bielle
- 1990
  - 1re étape du Tour de la Vallée d'Aoste
  - Grand Prix Colli Rovescalesi
  - Coppa Città di San Daniele
  - Trofeo Caduti Medesi
  - 2e du Tour de Lombardie amateurs

## Résultats sur les grands tours

### Tour de France
3 participations
- 1994 : 46e
- 1995 : 81e
- 1996 : 50e

### Tour d'Italie
3 participations
- 1991 : 112e
- 1992 : 50e
- 1996 : 67e